# Солоновка (Шипуновский район)
Солоновка — упразднённый посёлок в Шипуновском районе Алтайского края. На момент упразднения входил в состав Баталовского сельсовета. Исключен из учётных данных в 1983 году.

## География
Располагался в близи устья реки Солоновка (приток приток Клепичиха), на расстоянии приблизительно 8 км (по-прямой) к юго-востоку от села Баталово.
Климат характеризуется как континентальный. Средние показатели температуры воздуха в зимний период находятся в диапазоне между −15 и −10 °C, летом — в диапазоне между 15 и 20 °C. Количество осадков, выпадающих зимой, в среднем составляет 187 мм, летом — 273 мм..

## История
На карте 1943 года подписан как Верный Путь.
Решением Алтайского КИКа от 11 ноября 1983 года № 381 населённый пункт, исключен из учётных данных.